# Koyunbaba, Kalecik
Koyunbaba là một xã thuộc huyện Kalecik, tỉnh Ankara, Thổ Nhĩ Kỳ. Dân số thời điểm năm 2011 là 151 người.